# Ellenor Svensson
Ellenor Susanne Svensson, nach Heirat Ellenor Susanne Lindroth (* 3. Februar 1971 in Längbro, Örebro), ist eine ehemalige schwedische Schwimmerin. Sie erhielt eine Silbermedaille und eine Bronzemedaille bei Weltmeisterschaften auf der 25-Meter-Bahn. Bei Europameisterschaften gewann sie zwei Silbermedaillen auf der 50-Meter-Bahn, auf der 25-Meter-Bahn erschwamm sie eine Goldmedaille.

## Sportliche Karriere
Die 1,77 Meter große Ellenor Svensson startete für Norrköpings Kappsimningsklubb.
1989 bei den Europameisterschaften in Bonn belegte die schwedische 4-mal-100-Meter-Freistilstaffel mit Helena Kälvehed, Helena Åberg, Ellenor Svensson und Eva Nyberg den siebten Platz. Zwei Jahre später bei den Europameisterschaften in Athen erreichte die 4-mal-100-Meter-Freistilstaffel mit Louise Karlsson, Helena Kälvehed, Ellenor Svensson und Eva Nyberg den fünften Platz. Bei den Olympischen Spielen 1992 in Barcelona schied Svensson über 100 Meter Freistil als 23. der Vorläufe aus. Die 4-mal-100-Meter-Freistilstaffel mit Eva Nyberg, Louise Karlsson, Ellenor Svensson und Malin Nilsson erreichte das Finale und schwamm auf den siebten Platz.
1993 bei den Europameisterschaften in Sheffield belegte Svensson den achten Rang über 100 Meter Freistil. Die 4-mal-100-Meter-Freistilstaffel mit Malin Nilsson, Louise Jöhncke, Linda Olofsson und Ellenor Svensson schlug dreieinhalb Sekunden nach der deutschen Staffel als Zweite an, vier Hundertstelsekunden vor den Russinnen. Im November 1993 bei den Sprinteuropameisterschaften in Gateshead siegte die schwedische 4-mal-50-Meter-Freistilstaffel mit Ellenor Svensson, Linda Olofsson, Louise Karlsson und Susanne Lööv mit fast zwei Sekunden Vorsprung vor dem deutschen Quartett. Einen Monat später bei den Kurzbahnweltmeisterschaften in Palma de Mallorca siegte die chinesische 4-mal-100-Meter-Freistilstaffel mit dreieinhalb Sekunden Vorsprung vor Louise Jöhncke, Susanne Lööv, Linda Olofsson und Ellenor Svensson, die das Ziel eine Sekunde vor den Gewinnerinnen der Bronzemedaille aus den Vereinigten Staaten erreichten. Mit der 4-mal-100-Meter-Lagenstaffel belegte Svensson den vierten Platz mit sechs Sekunden Rückstand auf die Medaillenränge.
Bei den Weltmeisterschaften 1994 in Rom schied Svensson über 100 Meter Freistil und mit der Lagenstaffel im Vorlauf aus. Die 4-mal-100-Meter-Freistilstaffel mit Louise Jöhncke, Linda Olofsson, Ellenor Svensson und Malin Nilsson belegte den siebten Platz. 1995 bei den Europameisterschaften in Wien erreichte Svensson den siebten Platz über 100 Meter Freistil. Die 4-mal-100-Meter-Freistilstaffel mit Ellenor Svensson, Linda Olofsson, Louise Karlsson und Louise Jöhncke erschwamm die Silbermedaille hinter dem deutschen Quartett. Ende 1995 bei den Kurzbahnweltmeisterschaften in Rio de Janeiro erreichte die 4-mal-100-Meter-Freistilstaffel mit Louise Jöhncke, Linda Olofsson, Louise Karlsson und Johanna Sjöberg den dritten Platz hinter den Chinesinnen und den Australierinnen. Svensson erhielt eine Bronzemedaille für ihren Einsatz im Vorlauf.